# Cenangium leoninum
Cenangium leoninum är en svampart som beskrevs av Cooke & Massee 1893. Cenangium leoninum ingår i släktet Cenangium och familjen Helotiaceae.   Inga underarter finns listade i Catalogue of Life.